# Potyt (imię)
Potyt – imię pochodzi z łaciny, od czasownika potior, potitus sum i znaczy tyle co ten, który coś posiada, czymś zawładnął. Imieniny obchodzi 13 stycznia.